# Frédéric Née
Frédéric Née (Bayeux, 1975. április 18. –) francia válogatott labdarúgó, aki tagja volt a 2001-es konföderációs kupán aranyérmet szerző csapatnak.

## Sikerei, díjai

### Klub
- Lyon:
  - Ligue 1: 2001–02, 2002–03

### Válogatott
- Franciaország
  - Konföderációs kupa: 2001